# Катунский хребет
Кату́нский хребе́т — горный хребет с преобладанием высокогорного рельефа в Центральном Алтае, на территории Республики Алтай.
Длина составляет 150 км, высшая точка — гора Белуха (4509 м).
Сложен гранитом и метаморфическими сланцами.
В центральной части хребта преобладает альпийский рельеф. До высоты 2000—2200 м произрастают лиственничные и кедровые леса; выше — луга, скалы и осыпи. На склонах хребта насчитывается около 386 ледников общей площадью 279 км². Здесь же с ледника Геблера берёт своё начало река Катунь.
Метеорологические наблюдения проходят на станции Кара-Тюрек.

## Галерея

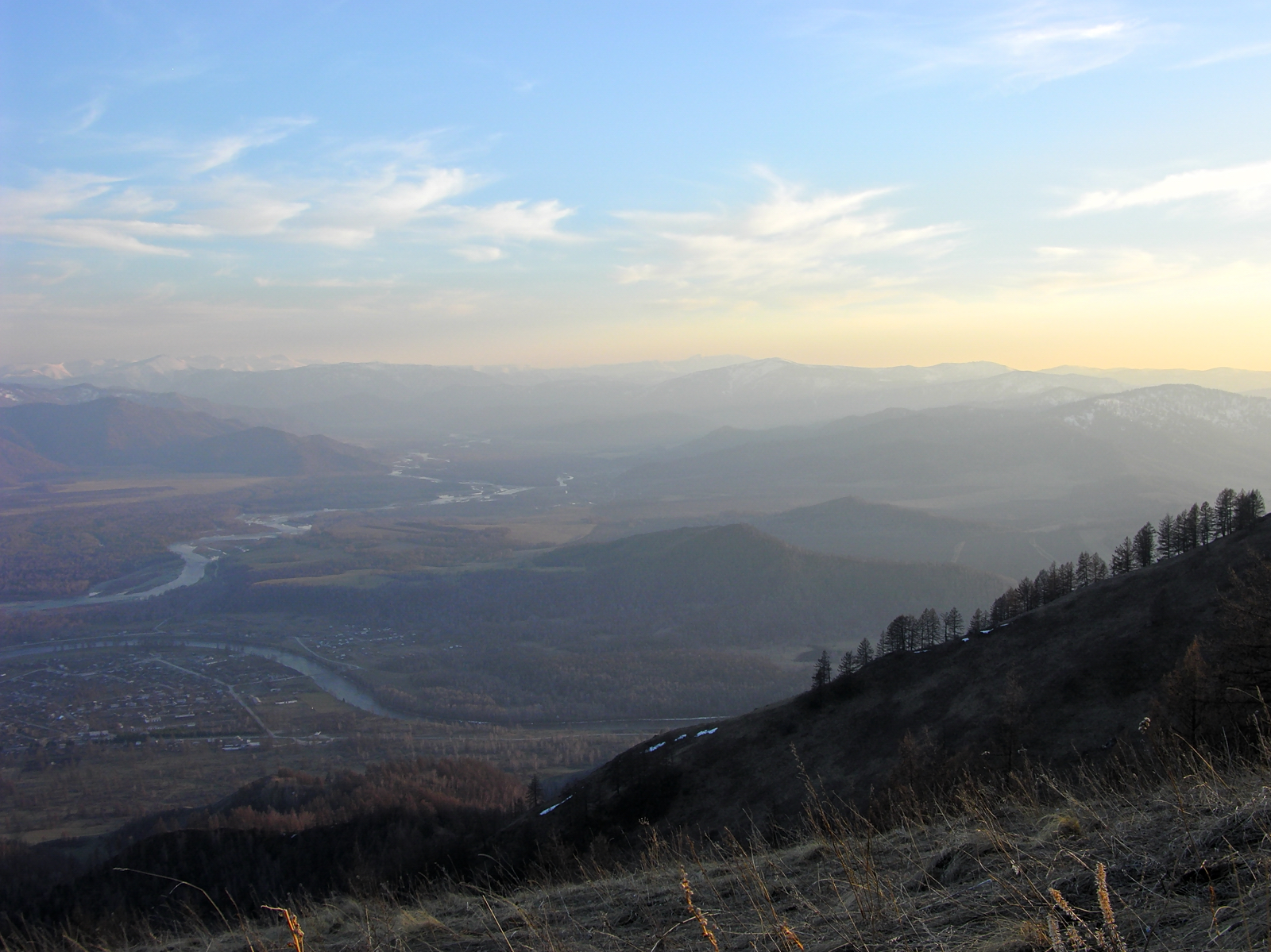
Катунский хребет в районе с. Усть-Кокса.
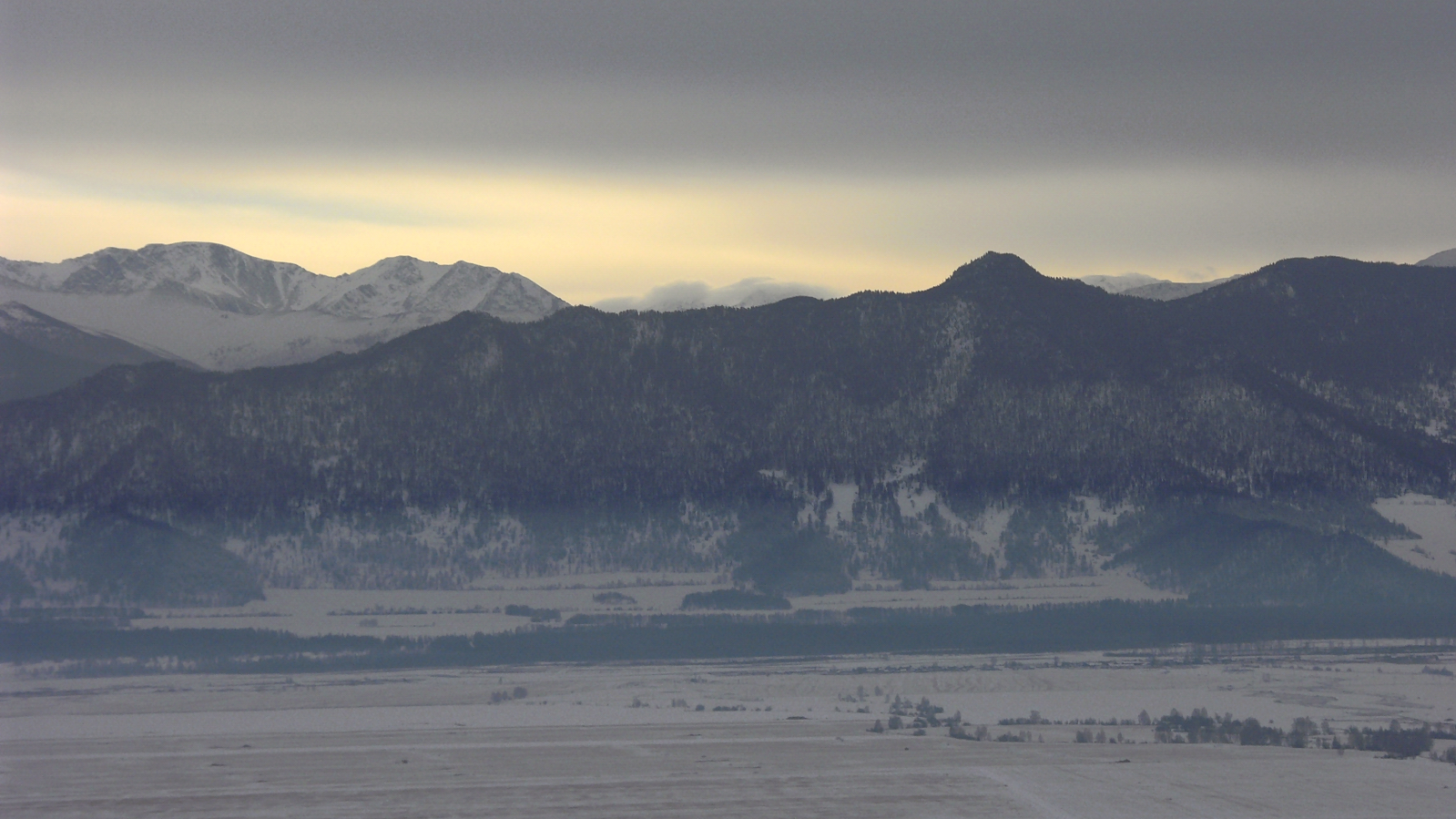
Катунский хребет в районе с. Мульта.
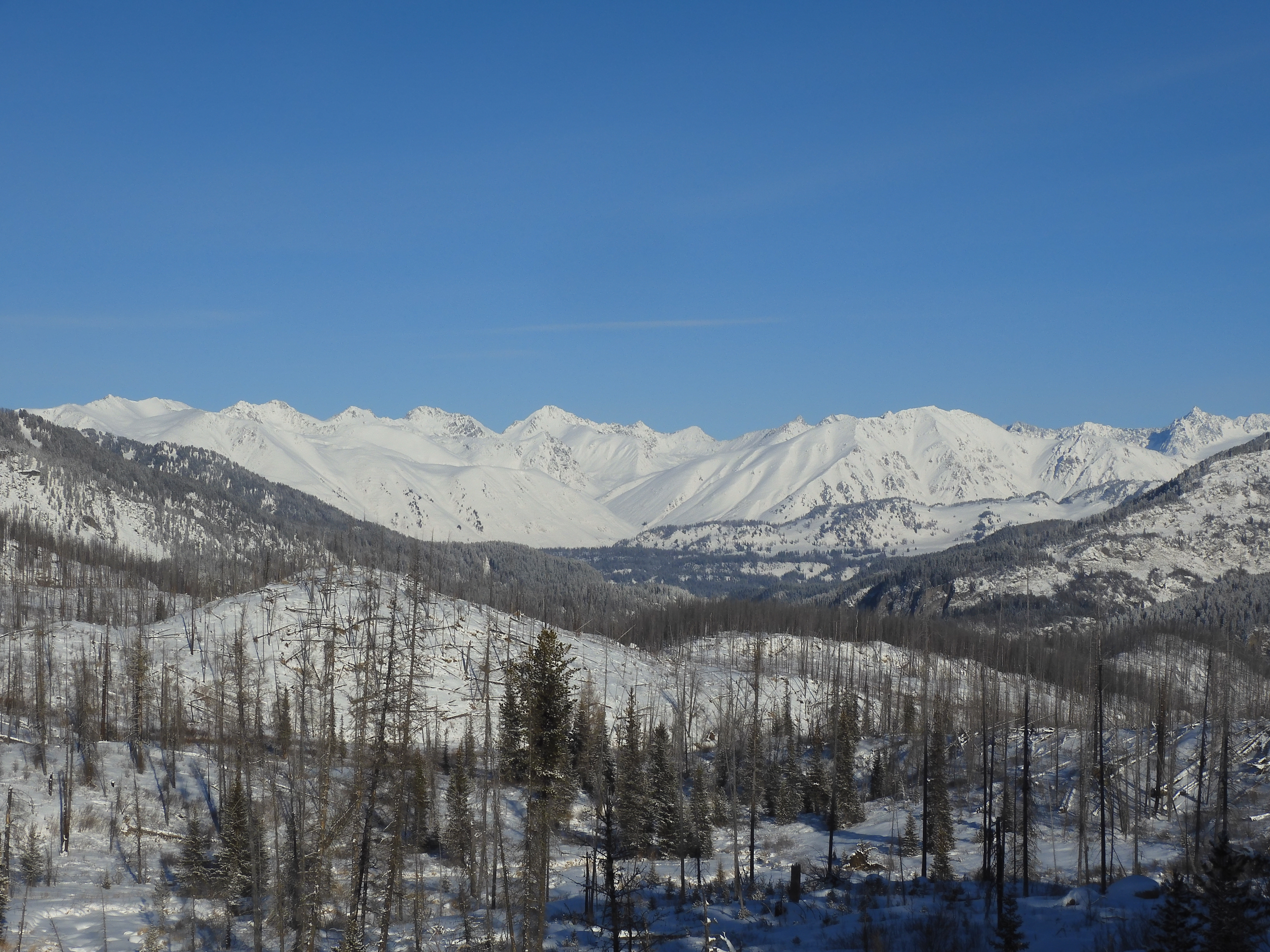
Катунский хребет, панорама с видом на горельник, Катон-Карагайский ГНПП.